# قانون مهاجرت چینی‌ها (۱۹۸۵)
قانون مهاجرت چینی‌ها (انگلیسی: Chinese Immigration Act of 1885) مصوبه مجلس پارلمان کانادا بود که مالیات سرانه ۵۰ دلار برای کلیه مهاجران چینی که وارد کانادا می‌شدند، تعیین کرد.